# 圣维克托德比通
圣维克托德比通（法語：Saint-Victor-de-Buthon，法語發音：[sɛ̃ viktɔʁ də bytɔ̃]）是法国厄尔-卢瓦省的一个市镇，属于诺让勒罗特鲁区。

## 地理
圣维克托德比通（48°24'31"N, 0°58'7"E）面积27.72 平方千米，位于法国中央-卢瓦尔河谷大区厄尔-卢瓦省，该省份为法国北部内陆省份，北起顺时针与厄尔省、伊夫林省、埃松省、卢瓦雷省、卢瓦-谢尔省、萨尔特省和奧恩省接壤。
与圣维克托德比通接壤的市镇（或旧市镇、城区）包括：沃皮永、布勒通塞勒、圣蒂尼、于讷河畔萨布隆。
圣维克托德比通的时区为UTC+01:00、UTC+02:00（夏令时）。

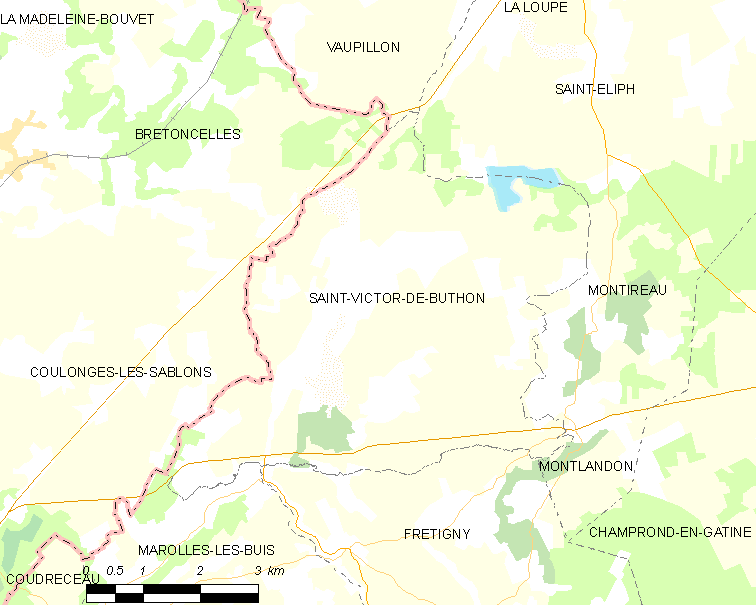
圣维克托德比通的OSM定位图

## 行政
圣维克托德比通的邮政编码为28240，INSEE市镇编码为28362。

## 政治
圣维克托德比通所属的省级选区为诺让勒罗特鲁县。

## 人口

1962-2008年间圣维克托德比通人口变化图示

圣维克托德比通于2022年1月1日时的人口数量为509人。